# Pragtspir
Slægten Pragtspir (Astilbe) er udbredt i Østasien. Det er stauder med opret vækst, endestillede aks af små blomster og forveddede rodknolde. Her nævnes kun de arter og hybrider, som dyrkes i Danmark.
| Arter |

- Arendspragtspir (Astilbe x arendsii)
- Japansk pragtspir (Astilbe japonica)
- Kinesisk pragtspir (Astilbe chinensis)